# Precis antilope
Precis antilope är en fjärilsart som beskrevs av Joachim Francois Philiberto de Feisthamel 1850. Precis antilope ingår i släktet Precis och familjen praktfjärilar. Inga underarter finns listade i Catalogue of Life.